# Реакція Прево — Вудворда
Реакція Прево — Вудворда (англ. Prevost — Woodward reaction) — гідроксилюння алкенів у 1,2-діоли; здійснюється шляхом приєднання до кратних вуглецевих зв‘язків комплексу солі карбонової кислоти, зокрема бензойної, з галогеном при нагріванні в протоінертних розчинниках з наступним гідролізом. Систематична назва — дигідрокси-приєднання.
Механізм реакції: